# Yoshiki Matsushita
Yoshiki Matsushita (jap. 松下 佳貴, Matsushita Yoshiki; * 3. März 1994 in Matsuyama, Präfektur Ehime) ist ein japanischer Fußballspieler. 

## Karriere
Yoshiki Matsushita erlernte das Fußballspielen in der Universitätsmannschaft der Hannan-Universität in Matsubara. Von Juli 2015 bis Dezember 2015 wurde er von der Universität an Vissel Kōbe ausgeliehen. Nach Ende der Ausleihe wurde er Anfang 2016 von Vissel fest verpflichtet. Vissel Kōbe, ein Verein aus Kōbe, spielte in der höchsten Liga des Landes, der J1 League. 2019 wechselte er zum Ligakonkurrenten Vegalta Sendai nach Sendai. Am Saisonende 2021 belegte er mit Sendai den neunzehnten Tabellenplatz und musste in zweite Liga absteigen. Nach insgesamt 108 Ligaspielen wechselte er im Januar 2025 nach Fujieda zum ebenfalls in der zweiten Liga spielenden Fujieda MYFC.